# Chasse close
La chasse close (en anglais : canned hunting) est une chasse aux trophées où l'animal est gardé dans un espace restreint, comme une zone clôturée, accroissant ainsi les chances de le tuer. Selon un dictionnaire[Lequel ?], la chasse close vise des « animaux élevés dans des domaines de chasse jusqu'à ce qu'ils soient assez âgés pour être tués comme trophées ».

## Législation
La chasse close est interdite ou limitée dans 20 États américains. En 2006 l'Alabama fut le dernier État à adopter une loi interdisant de nombreuses formes de chasse close. En 2007, un projet de loi dans le corps législatif de l'État de New York visant à interdire toute chasse close d'animaux exotiques se trouva rejeté à cause d'inaction législative[pas clair].

## Critique
Un nombre de groupes, y compris des sociétés de chasse, s'opposent à la chasse close pour des raisons de cruauté ou parce qu'elle enlève l'élément de chasse équitable.
La Humane Society des États-Unis est très critique à l'égard de la chasse close. Dans un communiqué[Quand ?], la Humane Society qualifie la chasse close d'« activités cruelles et brutales » où la proie n'a « aucune chance de fuite », ajoutant que les animaux ont été « conditionnés psychologiquement à agir comme une cible par leur vie en captivité », parmi d'autres objections.
Certaines sociétés de chasse, surtout celles qui mettent l'accent sur l'éthique des chasseurs, sont également opposées à la chasse close. Leurs objections sont fondées sur le principe de « chasse équitable », la notion qu'un animal devrait avoir des chances d'échapper au chasseur, et que la chasse close enlève cet élément.